# Nicopolis ad Istrum

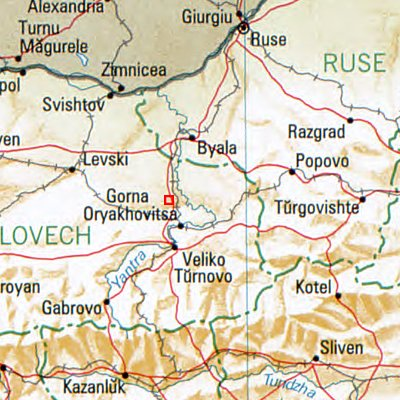
Nähere Umgebung von Nicopolis ad Istrum in der Gegenwart

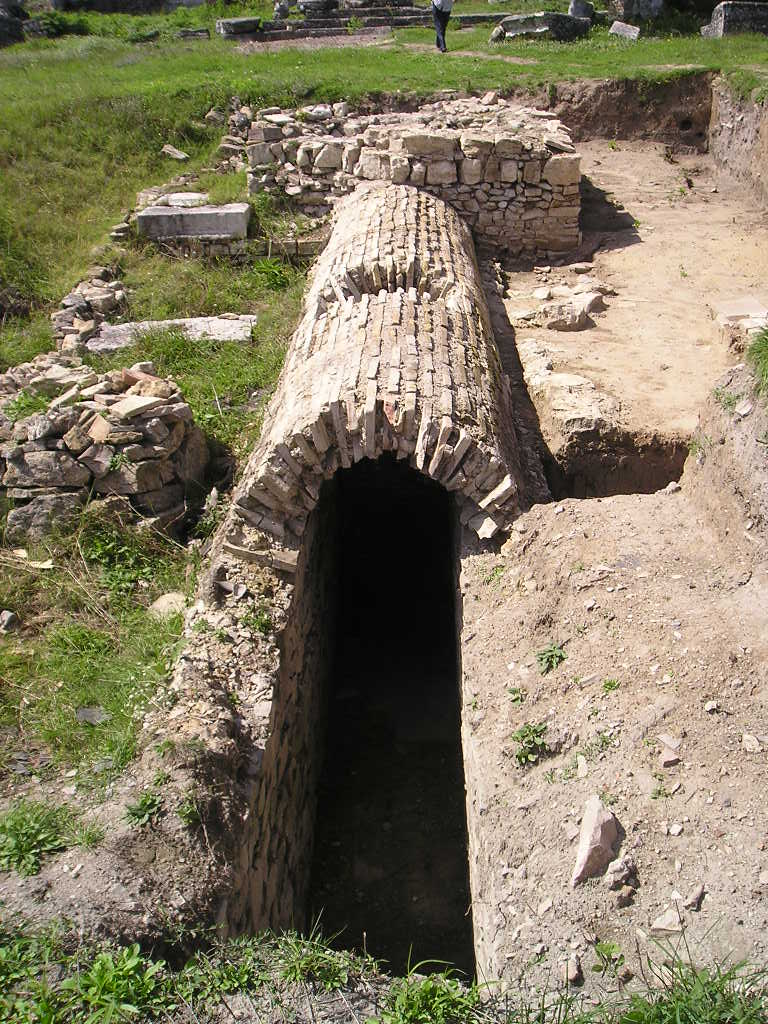
Unterirdische Wasserleitung in Nicopolis ad Istrum

Nicopolis ad Istrum (vollständig Ulpia Nicopolis ad Istrum) war eine antike römische und frühbyzantinische Stadt in der römischen Provinz Thracia, später Moesia inferior (Niedermösien), die von Kaiser Trajan im Jahr 102 gegründet wurde und bis zum Einfall der Awaren und Slawen im 7. Jahrhundert existierte. Die Ruinen dieser Stadt liegen heute in Nordbulgarien, 18 km nördlich von Weliko Tarnowo, 3 km südöstlich vom Dorf Nikjup entfernt.

## Name und Lage
In der Antike gab es mehrere Städte mit dem Namen Nikopolis (altgriechisch Νικόπολις, von νίκη nike „Sieg“ und πόλις polis „Stadt“; lateinische Form: Nicopolis). Der Name Nicopolis ad Istrum bedeutet „Stadt des Sieges an der Donau“. Ister ist der alte Name für den Unterlauf der Donau. Allerdings liegt die Stadt nur an einem Nebenfluss der Donau (Jantra), etwa 30 km südlich der Donau. Es ist aber möglich, dass zum Zeitpunkt ihrer Gründung ihr ausgedehntes Territorium bis zur Donau reichte, wo Rat und Volk der Stadt in Sexaginta Prista (heute Russe) eine Statue des Kaisers Septimius Severus aufstellten.
Offiziell hatte der Name der Stadt den Vorsatz Ulpia, der von Trajans Gentilnamen Ulpius abgeleitet ist. Anfangs hieß die Stadt Nicopolis ad H(a)emum, wie Claudius Ptolemäus in seiner Geographike Hyphegesis aus dem Jahr 150 schrieb. Hemus oder Haemus war der lateinische Name für das Balkangebirge. Später wurde dann aber der Zusatz ad Istrum populärer. Ein weiters Synonym ist Nicopolis ad Iatrum (Nikopilis an der Jantra), wovon auch der Name des Titularbistums Nicopolis ad Iaterum abgeleitet ist. Auch unter dem Namen Nicopolis ad Danubium urbs wurde die Stadt erwähnt.
Die Amtssprache war griechisch. Die griechische Bezeichnung der Einwohner der Stadt war Nikopolitai (auch Nikopoleitai) pros Istron. In der Tabula Peutingeriana, die in der zweiten Hälfte des 2. Jahrhunderts oder der ersten Hälfte des 3. Jahrhunderts zusammengestellt wurde und eine endgültige Überarbeitung während der Regierungszeit von Kaiser Diokletian (284 bis 305) erfuhr, wird der Name Nicopolis ad Istrum zu Nicopolistro zusammengezogen.
Die türkische Bezeichnung war Eski Nikup („altes Nicopolis“); das Territorium gehörte für 500 Jahre zum Osmanischen Reich. Die mittelalterliche türkische Transkription für den antiken Namen Nicopolis ad Istrum ist Nikjup. Diesen Namen trägt das benachbarte Dorf Nikjup noch heute.
Nicopolis ad Istrum darf nicht mit der bulgarischen Stadt Nikopol (direkt an der Donau, und viel weiter westlich) verwechselt werden.
Die Stadt lag auf einer Terrasse am linken Ufer der Rossiza, 6 km vor der Einmündung der Rossiza in den Fluss Jantra. Heute liegen die Ruinen von Nicopolis ad Istrum an der Straße von Weliko Tanowo nach Russe (E85). Gleich nachdem die Straße über eine Brücke den Fluss Rossiza kreuzt, liegt das Gelände mit einer Fläche von 21,55 ha auf der linken Seite, am linken Ufer der Rossiza. Das Gelände ist ein archäologisches Reservat und von Frühjahr bis Herbst für Besucher freigegeben.

## Geschichte

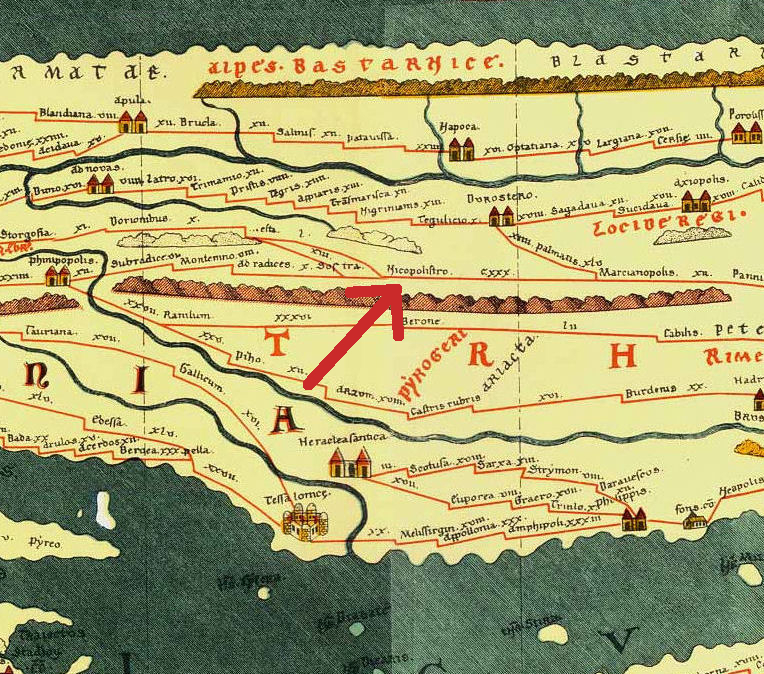
Nicopolis ad Istrum, auf der Tabula Peutingeriana im 4. Jh.

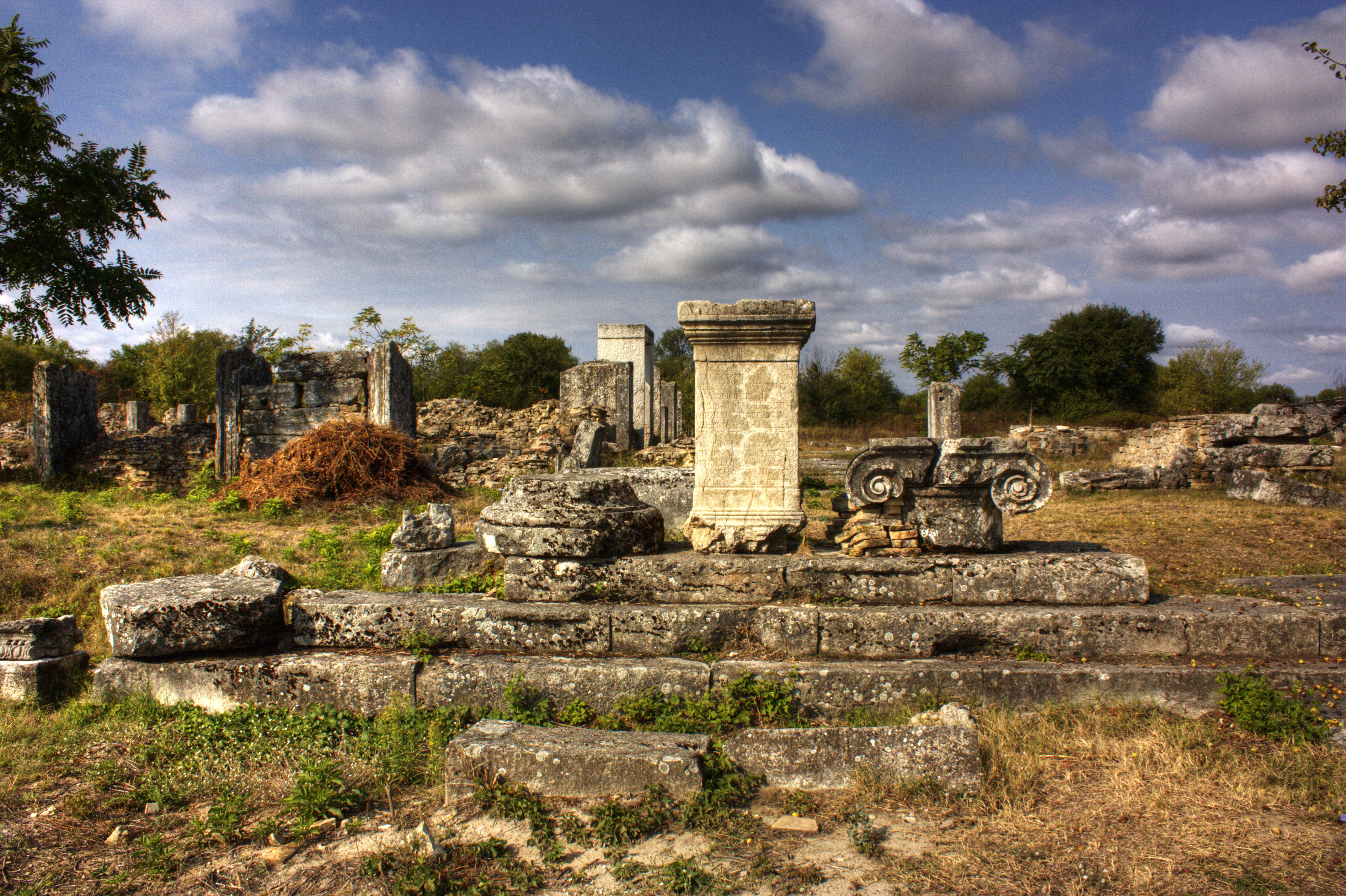
Nicopolis ad Istrum

Während der Regierungszeit Kaiser Trajans (98–117) erlebte das Römische Reich seine stärkste territoriale Expansion. Die Gebiete südlich des Unterlaufes der Donau wurden in das Römische Imperium assimiliert. In dieser Zeit wurde auch die Stadt von Kaiser Trajan zu Ehren seiner Siege über die Daker während des ersten und zweiten Dakerkrieges gegründet. Die Dakerkriege dienten nicht einer weiteren Expansion, sondern der Sicherung der erkämpften Grenze an der Donau. Der erste Dakerkrieg (101 bis 102) endete mit einem teilweisen Sieg der Römer und einem für die Daker erniedrigenden Friedensvertrag, was wenige Jahre später zum zweiten Dakerkrieg (105 bis 106) führte, der mit der Vernichtung des Königreiches der Daker und dem Selbstmord ihres Anführers Decebalus endete. Zu Ehren des Sieges im ersten Dakerkrieg, der die Grenze am Unterlauf der Donau sicherte, wurde von Trajan 102 der Bau der Stadt Nicopolis ad Istrum angeordnet.
Um die Expansion des Römischen Reiches nach Norden an den Unterlauf der Donau abzusichern und die äußere und innere Sicherheit zu gewährleisten, wurde das Gebiet einer gründlichen Territorialplanung unterzogen. Die Provinz Thracia wurde durch Gründung zahlreicher Städte (darunter Nicopolis ad Istrum) urbanisiert, die Provinz Moesia inferior durch Territorien nördlich der Donau erweitert. Einige Ballungszentren wurden revitalisiert und neue Handelsplätze gegründet. Durch Straßenbau wurde eine Infrastruktur geschaffen, die der Truppenverschiebung, Kommunikation und Versorgung diente. An der Donau wurden zahlreiche Militärlager und Stadtsiedlungen angelegt. In diesem Rahmen ist auch die Gründung von Nicopolis ad Istrum zu sehen.
Die Stadt erreichte ihre Blütezeit während der Herrschaft der Kaiser Trajan (Kaiser von 98 bis 117), Hadrian (Kaiser von 117 bis 138), während der Herrschaft der Antoninischen Dynastie (138 bis 192) und der Dynastie der Severer (193 bis 235).
Ab Ende des 2. Jahrhunderts (zwischen 187 und 197) gehörte Nicopolis zur Provinz Moesia inferior. Bis zur Mitte des 4. Jahrhunderts war es die wichtigste Stadt im Inneren von Moesien zwischen der Donau und dem Balkangebirge. In der Spätantike wurde die Stadt vom ersten und zweiten Einfall der Goten in Mitleidenschaft gezogen. Im 5. und 6. Jahrhundert wurde sie und weitere zerstörte Festungen und Städte der Region wieder aufgebaut.
Als letzter antiker Autor erwähnte Theophylaktos Simokates die Stadt im Zusammenhang mit dem Feldzug des oströmischen Heerführers Komentiolos gegen die Awaren im Jahre 598.

## Archäologische Grabungen
Bis jetzt ist nur ein Drittel des Gebietes erforscht, auf dem die antike Stadt stand. Es wurden interessante Funde aus verschiedenen Epochen gemacht.
Der österreichische Archäologe Felix Kanitz besuchte 1871 während seiner Reise durch die Donau-Provinz (Donau-Vilayet) des Osmanischen Reiches die Ruinen bei Nukjup. Er führte eine kleine Grabung durch und hatte das Glück, den Sockel einer Bronzestatue von Julia Domna, der Gattin von Septimius Severus (Regierungszeit 193–211), zu entdecken. Aus der Inschrift ging hervor, dass die Statue vom Stadtrat und der Volksversammlung „der Nikopoliten am Ister“ (griechisch: Nikopoliton pros Istron) errichtet wurde. So wurde die Stadt wiederentdeckt und eindeutig lokalisiert.
Seit 1900 wird das Gebiet durch archäologische Grabungen erforscht (anfangs vom französischen Archäologen J. Seur und vom tschechischen Archäologen Václav Dobruský; seit 1996 vom Team unter Andrew Poulter von der Universität Nottingham). Nicopolis ad Istrum ist eine der am besten erforschten römischen Städte im heutigen Bulgarien. Die Befestigungsanlagen, das Straßennetz, die Kanalisation und das Wasserleitungsnetz wurden freigelegt. In der näheren Umgebung sind über 100 Grabsteine erhalten geblieben. Die interessantesten Fundstücke sind im Archäologischen Museum in Weliko Tarnowo ausgestellt.
In der Umgebung gab es viele wohlhabende Siedlungen (vici), Landhäuser (villae), Latifundien (saltus) und Handelsniederlassungen (emporia).

## Beschreibung
Die Stadt bestand aus zwei Teilen, einem größeren, befestigten Teil im Norden und einem wesentlich kleineren, ebenfalls befestigten Teil im Südosten.

### Stadtmauern

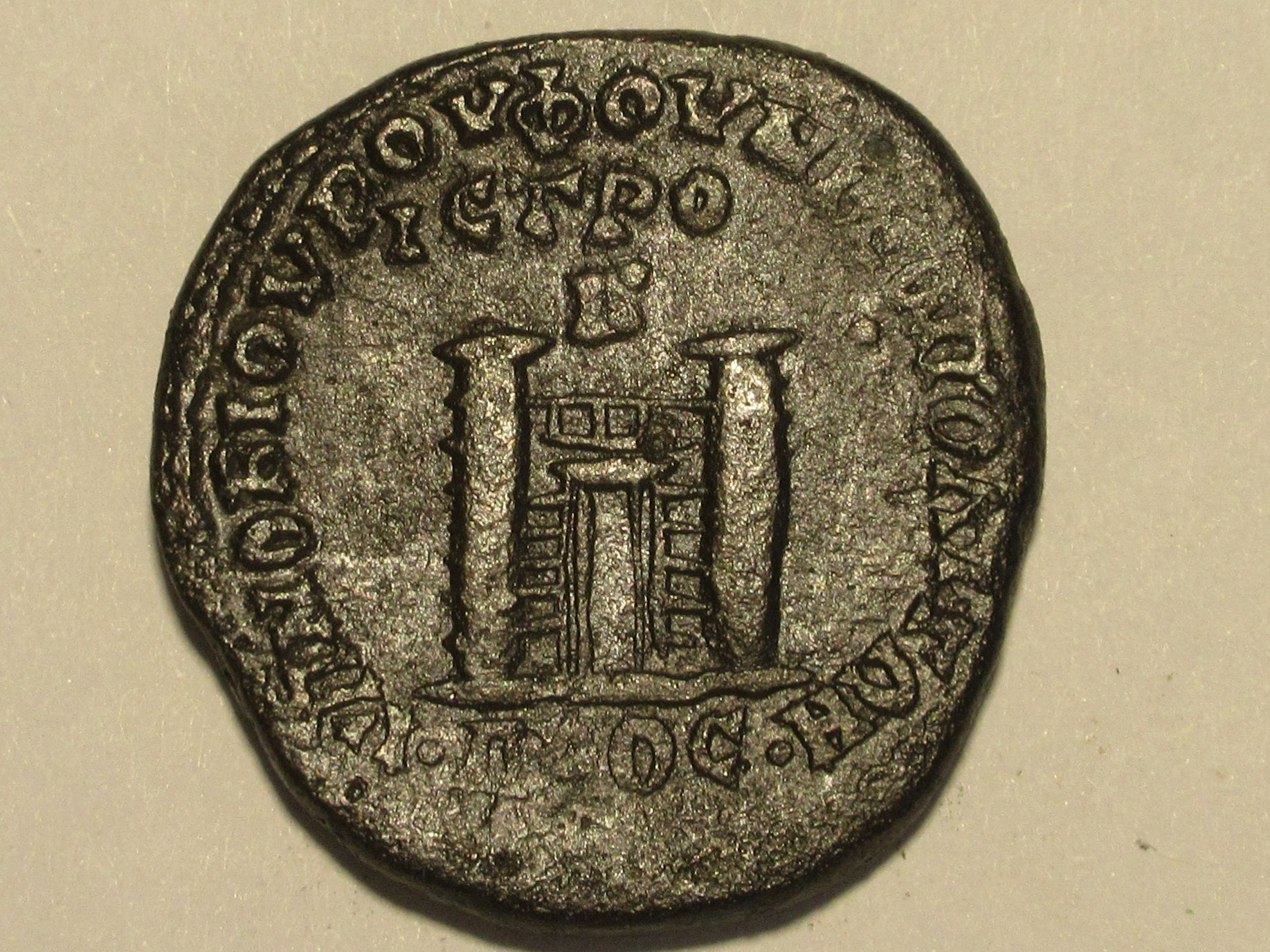
Stadttor von Nicopolis auf Münze z. Zt. Kaiser Elagabalus

Die Stadtplanung erfolgte nach dem hippodamischen System. Die Stadt hatte den typischen quadratischen Grundriss einer römischen Stadt. Die Hauptstraßen verliefen in Nord-Süd- und Ost-West-Richtung.
Die Stadt wurde von hohen Mauern mit vorgelagerten Gräben geschützt, die später auf die dazukommenden Erweiterungen der Stadt ausgedehnt wurden. Die Mauern umschlossen eine quadratische Stadtfläche, auf jeder Seite gab es ein Stadttor (Porta). Von den vier Toren war das Westtor die Hauptpforte. Das Westtor hatte wiederum einen quadratischen Grundriss (erbaut in der Technik des opus quadratum) und war mit zwei hintereinander liegenden Toren ausgestattet – das äußere Tor hatte eine zweiflüglige Holztür und das innere Tor war als Falltor (Cataracta) konstruiert.
Nördlich der Stadtmauern fand man keramische Werkstätten.

### Agora
Der zentrale Versammlungsplatz (Agora) besteht aus zwei miteinander verbundenen Teilen, einem westlichen und einem östlichen Teil. Die Ostseite des Platzes ist unter freiem Himmel (Area), auf ihm stehen Postamente mit Bronzestatuen. Der westliche Teil ist auf vier Seiten von den Resten eines umlaufenden Säulenganges (Kolonnade) im ionischen Stil umgeben und liegt höher als das übrige Straßenniveau, weshalb er nur zu Fuß betreten wurde.
Um den Platz herum standen Gebäude, darunter im Nordwesten der Agora wahrscheinlich das Gebäude des Stadtrates (Buleuterion). Im Südwesten befand sich ein kleines Theater (Odeon) für Kammerspiele mit 400 Plätzen. Es hatte eine rechteckige Grundform, der Zuschauersaal war in radial angeordnete Sektoren unterteilt. Weiterhin gab es öffentliche Straßentoiletten.
Die antiken Straßen mit ihrer Pflasterung aus riesigen Steinplatten und mit ihren Bürgersteigen sind noch heute sichtbar. Es gab eine zentrale Straßenkanalisation mit Revisonsschächten und einen gepflasterten Weg im Freien, der mit einer Dampfheizung beheizt wurde. Entlang dieses Weges wurden wahrscheinlich exotische Pflanzen angebaut.
In Nicopolis ad Istrum wurden die bisher in Bulgarien einzigen Säulen mit herzförmigem Querschnitt entdeckt.
Zur Unterhaltung gab es Gladiatorenkämpfe und nachgestellte Jagden auf wilde Tiere.
Die Stadt war Sitz eines christlichen Bischofs.

### Nekropole
Nahe dem Nordtor lag ein großes öffentliches Bad (Thermen) und der Friedhof (Nekropole). Die vielschichtige ethnische und soziale Zusammensetzung der Bevölkerung (Großgrundbesitzer, Veteranen, Händler, Handwerker, aus Kleinasien, Syrien, Ägypten) spiegelte sich in den unterschiedlichen Bestattungsbräuchen wider; die Toten wurden verbrannt oder in Sarkophagen oder in Flachgräbern bestattet. Reich geschmückte Familiengräber mit Kolonnaden, Exedren, Fronton und Statuen deuten auf vermögende Familien hin. Die vielschichtige ethnische Zusammensetzung spiegelte sich auch in den Namen. Viele hatten römische Namen, allerdings stammte ein großer Teil dieser Leute aus Thrakien. Ein großer Teil der Bevölkerung hatte griechische Wurzeln. Weiterhin gab es viele angesiedelte römische und thrakische Veteranen.
Die Bevölkerung der Schwarzmeerregion Thrakiens und des Inneren von Thrakien war in verschiedene Phylen unterteilt. In Nicopolis ad Istrum gab es Belege für folgende Phylen: Apollonias, Athenias, Capitoline, Arthemisias.

### Statue des Äskulap
Bekannt ist die Statue des Äskulap. Sie wurde 1985 (?) gestohlen, konnte jedoch beim Versuch, sie zu verkaufen, sichergestellt werden. Die Statue des Äskulap steht heute im historischen Museum in Weliko Tarnowo.

### Wasser
In der Stadt sind einige antike Brunnen erhalten. 200 m westlich der Stadt sind Reste des Wasserspeichers erhalten, der von der zuführenden Wasserleitung gefüllt wurde.
Es gab eine Wasserleitung (Aquädukt), die das Wasser aus 25 km Entfernung aus den Höhlen von Musina (Dorf Musina) in die Stadt leitete. Die Leitung querte das Tal der Mariza in 18 m Höhe. Die Kapazität der Wasserleitung betrug 16.000 Liter/Tag.

### Münzen
Nicopolis ad Istrum war eine der größten Handelsplätze in Moesia inferior. Auf den dort geprägten Bronzemünzen sind Götter, Festungsmauern, öffentliche und religiöse Gebäude abgebildet. Die Beschriftung auf den Münzen ist griechisch, da die Amtssprache in der Stadt Griechisch war.

## Verwaltung
Die Stadt wurde vom Rat der Archonten verwaltet. Die beiden wichtigsten Verwaltungsorgane waren die Ratsversammlung (Bule) und die Volksversammlung (Demos). Es gab auch einen Ältestenrat (Gerusia).
Eine Gruppe von Priestern war für den Kult des jeweils herrschenden römischen Kaisers und der Hauptgötter zuständig: Zeus, Hera, Athene, Herakles, Asklepios, Mithras, Kybele u. a. Für die Verehrung des Thrakischen Reiters (ein thrakischer Gott) gibt es fast überall in der Stadt und der Umgebung Belege.

## Nachbarstädte
In der Antike kreuzten sich bei Nicopolis zwei wichtige Wege. Der eine führte von Odessos (heute Warna) über Marcianapolis (heute Dewnja), Nicopolis ad Istrum, Melta (heute Lowetsch) und Serdica (heute Sofia) zur Via magna und von dort in die Westprovinzen des Römischen Reiches. Der zweite Weg begann im Militärlager Novae und führte über Nicopolis ad Istrum, die Pässe im Haemus (heute Balkangebirge), Kabile (bei Jambol), Hadrianapolis (heute Edirne) nach Byzantion (Konstantinopel, heute Istanbul) und über den Bosporus weiter in die römischen Provinzen nach Kleinasien.
Obwohl diese Wege im Gesamtmaßstab des Römischen Reiches zweitrangig waren, hatten sie eine außerordentliche Bedeutung für die wirtschaftliche Entwicklung und militärische Verteidigung der Donauprovinzen. Deshalb kümmerte sich auch die zentrale römische Verwaltung ständig um die Instandhaltung dieser Straßen.
Nicopolis ad Istrum lag an der wichtigen Provinzstraße (via vicinalis), die von Odessos (heute Warna) und Marcianapolis (heute Dewnja) kam und über Melta (heute Lowetsch) wahrscheinlich nach Montana weiterführte.
Die Entfernung zu den römischen Städten und Festungen in der Nachbarschaft betrug:
Anmerkung: Eine römische Meile (mille passus; Tausend Doppelschritte) betrug 1,482 km.
- 50 römische Meilen östlich des Kastells Melta – heute Lowetsch (74 km)
- 130 römische Meilen von Marcianapolis – heute Dewnja (190 km)
- Durostorum (Silistra)
- Odessus (Warna)
- Oescus
- Abrittus (Rasgrad)

## Germanische Sprachen
Nicopolis ad Istrum war sozusagen der Geburtsort der germanischen Literaturtraditionen. Im 4. Jahrhundert entwickelte der gotische Bischof, Missionar und Übersetzer Wulfila eine Schrift für das Gotische (das gotische Alphabet), das bis dahin eine weitgehend schriftlose Sprache war. Er übersetzte während seines Aufenthaltes in Nicopolis ad Istrum die Bibel aus dem Griechischen ins Gotische. Diese Bibel wurde später nach ihm die Wulfilabibel genannt.

## Sonstiges
Ebenfalls von Kaiser Trajan zu Ehren seiner Siege über die Daker während der Dakerkriege wurde Nicopolis ad Nestum gegründet – „Stadt des Sieges am Nestos“ – 7 km von Goze Deltschew entfernt.